# Efedrina deidrogenasi
La efedrina deidrogenasi è un enzima appartenente alla classe delle ossidoreduttasi, che catalizza la seguente reazione:
(-)-efedrina + NAD+ ⇄ (R)-2-metilimmino-1-fenilpropan-1-olo + NADH + H+
Il prodotto viene immediatamente idrolizzato a metilammina e 1-idrossi-1-fenilpropan-2-one. L'enzima agisce su diversi composti correlati, come il (-)-simpatolo, la (+)-pseudoefedrina e la (+)-norefedrina.